# Karmelietenklooster (Vic-sur-Seille)

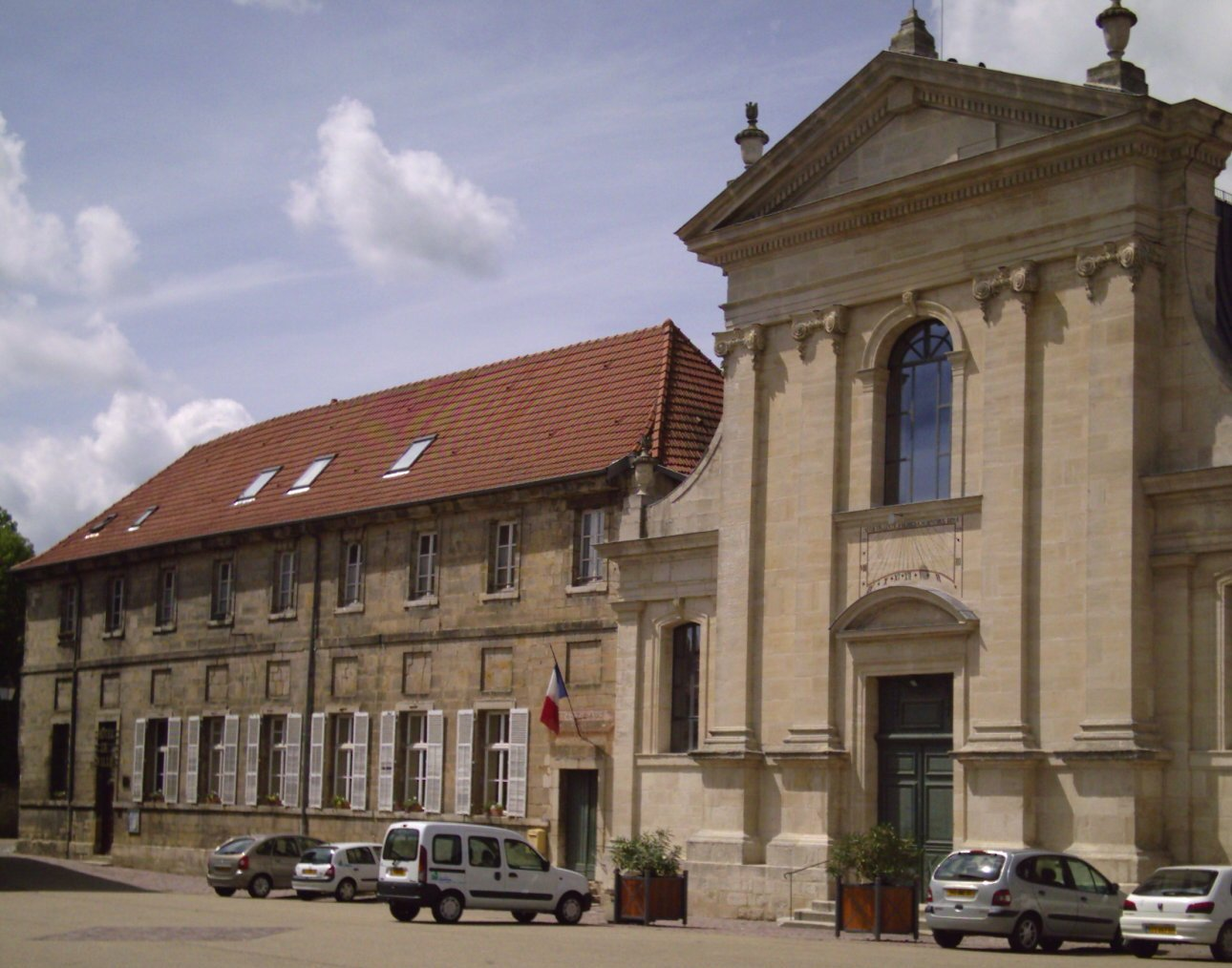
Links voormalig kloosterpand en rechts voormalige kloosterkerk, in Vic-sur-Seille (Frankrijk)

Het Karmelietenklooster van Vic-sur-Seille, in het Frans departement Moselle (regio Grand Est), is een voormalig klooster van de orde der Karmelieten. Het was in gebruik van 1733 tot het einde van de 18e eeuw. Het is gelegen aan de Place du Palais in het dorp Vic-sur-Seille.

## Historiek
In 1680 begonnen de Karmelieten met de bouw van een klooster in Vic-Sur-Seille. In dit dorp hadden de graaf-bisschoppen van Metz hun residentie. Het klooster en de kloosterkerk werden ingewijd in het jaar 1733. Tevoren woonden de Karmelieten al een honderdtal jaar in het dorp, in een bescheiden pand. 
Na de Franse Revolutie verdwenen de Karmelieten uit het dorp (eind 18e eeuw). Het kloostergebouw werd aanvankelijk een rechtbank met gevangeniscellen. Sinds de 19e eeuw is het gemeentehuis er gehuisvest.
De kerk werd daarentegen omgevormd tot een opslagplaats. In 1838 verwierf de gemeente het kerkgebouw. Ze twijfelde om de kerk te heropenen; uiteindelijk werd het een marktplaats vanaf 1876. Sinds de 20e eeuw is het de gemeentelijke feestzaal. 
Zowel het voormalige convent als kloosterkerk zijn beschermd historisch erfgoed van Frankrijk, sinds 1986.